# سار شانه‌سفید
سار شانه سفید (نام علمی: Sturnia sinensis) نام یک گونه از تیره سار است.